# 24032 Aimeemcarthy
24032 Aimeemcarthy è un asteroide della fascia principale. Scoperto nel 1999, presenta un'orbita caratterizzata da un semiasse maggiore pari a 2,7543097 au e da un'eccentricità di 0,1365219, inclinata di 6,29947° rispetto all'eclittica.
L'asteroide è dedicato all'insegnante statunitense Aimee McCarthy.